# ماتشوكا
ماتشوكا (بالإسبانية: Machuca)‏ هو فيلم تشيلي صدرَ عام 2004 من تأليفِ وإخراجِ أندريس وود. يروي الفيلم قصة تلميذينِ هما جونزالو إنفانتي الذي يأتي من عائلة غنية ذات خلفية أوروبية؛ في حين يأتي التلميذ الثاني وهوَ بيدرو ماتشوكا من عائلة من السُكَّان الأصليين ويعيش في ظروف سيئة للغاية وذلك في مدينة سانتياغو عام 1973 خلال حكومة سلفادور أليندي الاشتراكية إلى ما بعد فترةٍ وجيزةٍ من الانقلاب العسكريّ للجنرال أوغستو بينوشيه.
صُوِّر الفيلم في تمّوز/يوليو 2003 وتم إنتاجه بميزانية متوسطة بلغت 1,700,000 دولار أمريكي، تكلَّفت الحكومتين التشيلية والإسبانيّة بدفعٍ النسبة الأكبر منها. حقّق الفيلمُ نجاحًا كبيرًا في تشيلي؛ لكنّه فشل على المستوى الدولي حيثُ لم يُحقق الإيرادات المتوقعة في شباك التذاكر خارج أمريكا اللاتينية.

## القصّة
يُعرض الفيلم من منظور جونزالو إنفانتي وهو فتى تشيلي من الطبقة المتوسطة يبلغُ من العمر 11 عامًا ويعيشُ خلال فترة زمنية تُطالب فيها الطبقات الدنيا بمزيدٍ من الحقوق بل وتفوزُ في الانتخابات الديمقراطية ما يُغيّر من مسار الأحداث تقريبًا. ينتابُ الكثيرون من الطبقة الوسطى والعليا بمن فيهم أفراد من عائلة جونزالو الخوفَ من الحركة الاشتراكية و«المؤامرة» ضدَّ رئيس البلاد المُنتَخب سلفادور أليندي. يرغبُ والد جونزالو – الذي يتعاطف مع الفقراء ويُحاول الابتعاد عن الحركة اليمينية قدرَ الإمكان – مغادرة البلاد صوبَ إيطاليا وهو الذي يُسافر بالأساسِ كثيرًا كونهُ يعملُ في منظمة الأغذية والزراعة. تدخلُ والدة جونزالو السيّدة ماريا لويزا إنفانتي في علاقة غرامية مع الأرجنتيني الثري والأكبر منها سنًّا روبرتو أتشغافيا الذي يُقدم الكثير من الهدايا لغونزالو لشراء صمته؛ كما يتعرض هذا الأخير في بعض الأحيان للتخويفِ من قبل صديق أخته اليميني المتطرِّف الذي يُخيف من هم أصغرُ سنًا منه عبر الننشاكو.
يذهب غونزالو إلى مدرسة خاصة حيث يقوم مدير المدرسة وهوَ الأبُ ماكنرو بتطويرِ مشروع تكاملٍ اجتماعي يرى بعض الآباء أنه يميل إلى اليسار ولا علاقةُ له بالديانة المسيحيّة. عندما يتم قبول خمسة طلاب فقراء في صف غونزالو؛ يُصبح هذا الأخيرُ صديقًا لبيدرو ماتشوكا وهو أحد الطلاب الجدد الذي رفضَ المشاركة في البلطجة التي تسبّب فيها بعضُ التلاميذ. يرافقُ جونزالو صديقهُ الجديد بيدرو وجارته سيلفانا خلال بيعهما الأعلام والسجائر في المظاهرات؛ فيرى جونزالو – ابنُ الطبقة الغنيّة – أعلامًا قومية لليمينيين وأعلامُ حمراء أخرى لليسار تدعمُ الحكومة. على جهةٍ أخرى؛ تصفُ سيلفانا زميلها الجديد جونزالو بأن له «وجه فراولة» كنوعٍ من السخريّة منه ومع ذلك يقعُ الثنائي في الحب ويتبادلان القبلات فيما بعد.
يزورُ بيدرو ماتشوكا منزل جونزالو ويُعجب بما يتوفَّرُ عليه هذا الأخير من غرفةٍ خاصةٍ به مع ألعاب وخزانة مليئة بالملابس لكنه مع ذلك يكرهُ عائلة جونزالو بسببِ قسوتها. عندما يزورُ غونزالو منزل بيدور في مدينة الصفيح يشعرُ بالفزعِ إزاء تلكَ الظروف؛ لكن صداقتهما تتوطَّدُ أكثر على الرغمِ من الاختلافات الشاسعة بين الاثنان.
مع تزايد الاضطرابات السياسية في تشيلي؛ تمرُّ صداقةُ الاثنان بعددٍ من المنعطفات بما في ذلك كلام والدُ بيدرو الجارح الذي كان يسخرُ من ابنهِ وهو في حالةِ سكرٍ ويُخبره أنه بينما يكبر جونزالو وأصدقاؤه الأثرياء سيبقى بيدرو عالقًا في دورات المياه لتنظيف الخراء. على صعيدٍ آخرٍ؛ ينقسمُ أولياء أمور الطلاب الأثرياء في مدرسة سانت باتريك حول مسألة الطلاب الفقراء الجدد؛ ففي حين أن البعض دعمَ سياسات الأب ماكنرو طالبَ آخرون بضرورة فصلِ الطبقات. تتعقَّدُ أوضاع الصديقين أكثر؛ ففي تجمع سياسي مناهضٍ للشيوعية تتعرض سيلفانا – والدةُ بيدرو – للتهديدِ من قبل مجموعة والدة جونزالو؛ فتقومُ الأولى بالبصقِ على سيارة الثانية ناعتةً إيّاها بـ «العاهرة»، ومع ازديادِ التوترات الطبقية يخوضُ الأصدقاء عدّة معارك فيتباعدون.
تشهدُ عائلة جونزالو الانقلاب العسكري عام 1973 بقيادة أوغستو بينوشيه ثم ينتحرُ سلفادور أليندي ويتولى أوغستو السلطة. تحصلُ عدّة تغيرات في البلد؛ بما في ذلك إقالة الأب ماكنرو من المدرسة التي تتحول لمدرسةٍ عسكرية ثم ينتقلُ الأب للعمل من كنيسة وفيها يجمعُ عددًا من المواطنين الذين يُقنعهم بأنَّ «الأرض قد تمَّ تدنيسها من قِبل النظام العسكري»؛ فيقودُ ماتشوكا مجموعةً للدفاع عن المنطقة التي تتعرض للتدمير على يدِ العسكر. يعودُ جونزالو لأحياء الصفيح تلك من أجل صديقه؛ ويُنقذ والدة بيدور ماتشوكا من الموت على يدِ جنود النظام الانقلابي بعدما أقنعهم أنه شخصٌ مهم وقد يُحاسبهم عبر والده ذو السلطة والنفوذ في حالةِ ما لم يسمعوا أوامره. يضطرُّ جونزالو في النهايةِ للتخلي عن صديقه ويعود إلى منزل عائلته الجديد التي أصبحت – أي عائلتهُ – أكثر ثراءً بفضلِ حبيب والدته الغنيّ وبفضلِ إعادة توزيع الثروة في ظل الحكومة الجديدة؛ لكنه لم ينسى كل ما جرى من تدميرٍ وترهيب وقتلٍ للمواطنين الفقراء قبل أن يبدأَ الحكمُ العسكري أو بالأحرى 17 سنة من الديكتاتورية التشيلية والتي تمَّ فيها احتجاز 250 ألف تشيلي.

## طاقم البطولة

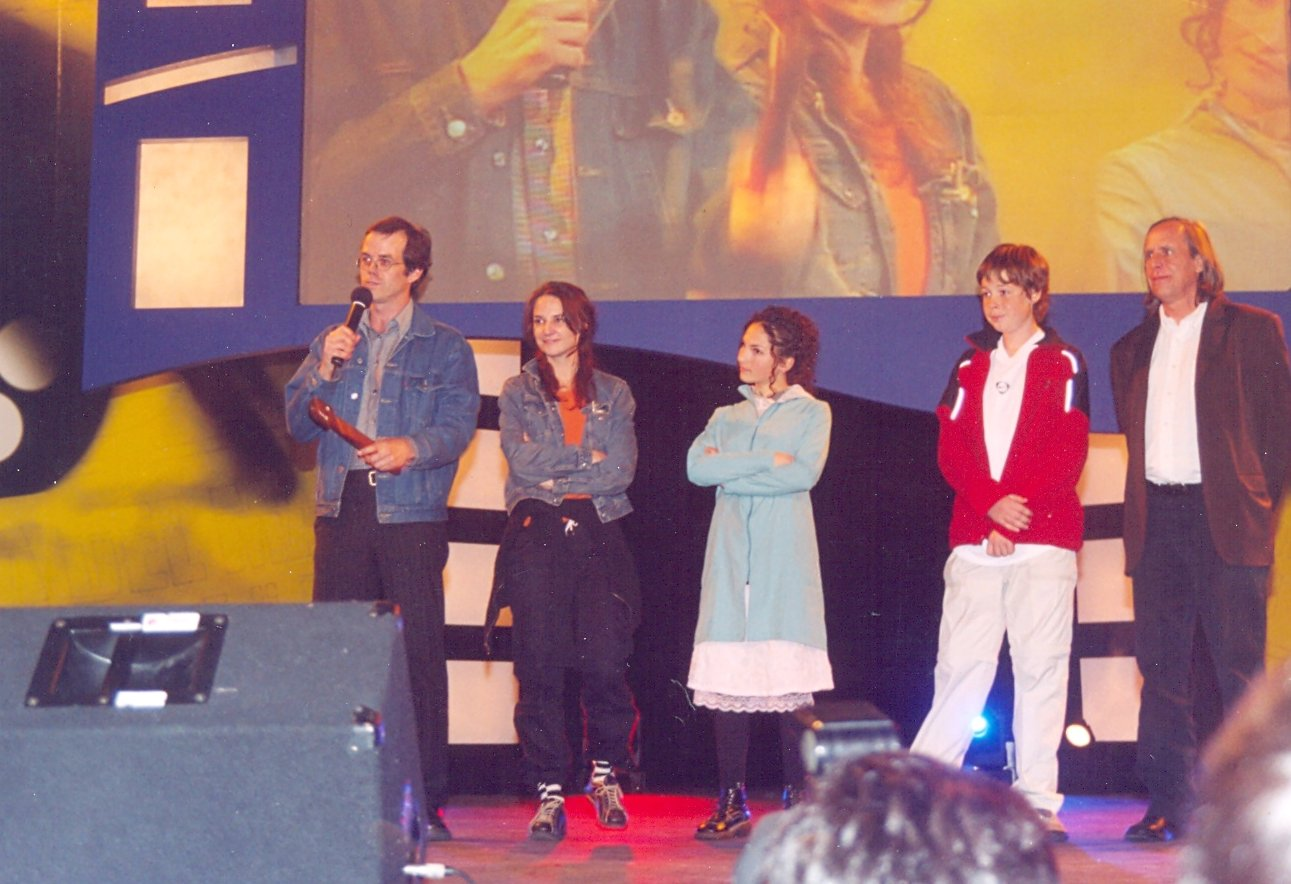
أندريس وود وألين كوبنهايم ومانويلا مارتيلي وماتياس كوير في مهرجان فينيا ديل مار السينمائي الدولي عام 2004

- ماتياس كوير في دور جونزالو إنفانتي
- أرييل ماتيلونا في دور بيدرو ماتشوكا
- مانويلا مارتيلي في دور سيلفانا
- إرنستو مالبان في دور الأب ماكنرو
- ألين كوبنهايم في دورِ ماريا لويزا إنفانتي والدة جونزالو
- فرانسيسكو رييس في دور باتريسيو إنفانتي
- فيديريكو لوبي في دور روبرتو أوشاجافيا
- لويس دوبو في دور إسماعيل ماتشوكا والدُ بيدرو
- تمارة أكوستا في دور خوانا ماريا والدة بيدرو
- أليخاندرو تريجو في دور غيليرمو والد سيلفانا
- أندريا جارسيا هويدوبرو في دور إيزابيل إنفانتي أخت جونزالو
- تياجو كوريا في دور بابلو صديق إيزابيل
- غابرييلا ميدينا في دور لوسي
- ماريا أولغا ماتي في دور ملكة جمال جيلدا
- بابلو كروغ في دور كورونيل سوتومايور
- ألدو بارودي في دور فينديدور دي روبا
- هوغو فاسكيز ستوم في دور أبودرادو
- اليخاندرو جويك في دور أبودرادو (الشخص الثاني)
- فرانسيسكا إمبودين في دور ماريا إجناسيا
- كارولينا سوتومايور بدور جوزيفينا

## الجوائز والترشيحات
رُشِّح الفيلم للمنافسة على جائزة آريال (بالإسبانية: Ariel)‏ في عام 2005 في فئة أفضل فيلم أمريكي لاتيني لكنّه لم يفز بالجائزة؛ وفازَ في المُقابل بجائزة الفيلم الأكثر شعبية في مهرجان فانكوفر السينمائي الدولي عام 2004.

## روابط خارجية
- ماتشوكا على موقع IMDb (الإنجليزية)
- ماتشوكا على موقع ميتاكريتيك (الإنجليزية)
- ماتشوكا على موقع روتن توميتوز (الإنجليزية)
- ماتشوكا على موقع نتفليكس (الإنجليزية)
- ماتشوكا على موقع ألو سيني (الفرنسية)
- ماتشوكا على موقع Turner Classic Movies (الإنجليزية)
- ماتشوكا على موقع أول موفي (الإنجليزية)
- ماتشوكا على موقع فيلمافينيتي (الإسبانية)
- ماتشوكا على موقع قاعدة بيانات الفيلم (الإنجليزية)
- ماتشوكا على موقع ليتربوكسد (الإنجليزية)